# Winesour
Winesour es una variedad cultivar de ciruelo (Prunus domestica subsp. insititia), de las denominadas ciruelas europeas.
Una variedad de ciruela ciruela conocida en Inglaterra y Reino Unido desde el siglo  XVIII .
Las frutas tienen un tamaño pequeño a medio, piel gruesa, ácida, siendo el color de la piel púrpura oscuro azulado, y pulpa de color amarilla verdosa, textura moderadamente firme, muy jugosa con un sabor subácido y astringente.

## Sinonimia
- "Rotherham",
- "Sauere Weinpflaume",
- "Sauere Wein Pflaume Von Yorkshire",
- "Sour Wine Plum of Yorkshire",
- "Vineuse acidule",
- "Vinisour",
- "Weinsauerliche Pflaume",
- "Weinsauerliche Zwetsche",
- "Yorkshire Winesour".[4]

## Historia
'Winesour' variedad de ciruela originada cerca de Rotherham, Yorkshire alrededor de 1770. Ciruela que se considera que es una cepa de la Prunus domestica subsp. insititia, de las ciruelas damascenas ovaladas.
'Winesour' ha sido descrita por : 1. Forsyth Treat. Fr. Trees 21. 1803. 2. Prince Pom. Man. 2:1,01. 1832. 3. Floy-Lindley Guide Orch. Card. 294, 383. 1846. 4. Mas Pom. Gen. 2:17. 1873. 5. Mathieu Nom. Pom. 453. 1889. 6. Guide Prat. 163, 367. 1895.
'Winesour' está cultivada en diversos bancos de germoplasma de cultivos vivos, tales como en National Fruit Collection (Colección Nacional de Fruta) de Reino Unido con el número de accesión: 1949-225 y Nombre Accesión : Winesour.  El espécimen fue recibido en el «National Fruit Trials» (Probatorio Nacional de Frutas), para evaluar sus características en 1949.

## Características
'Winesour' árbol de porte extenso, moderadamente vigoroso, erguido, productivo, floración abundante. Autofértil. Flor blanca, que tiene un tiempo de floración que comienza a partir del 13 de abril con el 10% de floración, para el 18 de abril tiene una floración completa (80%), y para el 27 de abril tiene un 90% de caída de pétalos.
'Winesour' tiene una talla de tamaño pequeño a medio de forma ovalada, cavidad poco profunda, estrecha, abrupta, sutura pronunciada, una línea distinta; ápice redondeado o ligeramente puntiagudo, con peso promedio de 18.10 g; epidermis tiene una piel gruesa, ácida, siendo el color de la piel púrpura oscuro azulado, cubierto de pruina de mediano espesor, punteado pequeños, pocos; pedúnculo glabro, con una longitud promedio de 6.61 mm, pubescente, bien adherido al fruto con la cavidad del pedúnculo estrecha y apenas pronunciada; pulpa de color amarilla verdosa, textura moderadamente firme, muy jugosa con un sabor subácido y astringente.
Hueso adherido a semi adherido, irregular y ampliamente ovada, aplanada, áspera, ligeramente comprimida y con cuello en la base, roma o aguda en el ápice, sutura ventral estrecha, alada, sutura dorsal aguda o levemente surcada.
Su tiempo de recogida de cosecha es tardío, se inicia en su maduración de principios a mediados de septiembre.

## Usos
Esta ciruela es bien conocida en la región del Yorkshire, pues hace unos muy buenos guisos, licores, mermeladas, empanadas, y para congelación.